# Hugo Grimm (Maler)
Hugo Grimm (* 21. Februar 1866 in Feldkirch; † 8. Oktober 1944 in Kitzbühel) war ein österreichischer Maler.

## Leben
Hugo Grimm, der ab 1894 als Postbeamter tätig war, erhielt seine einzige künstlerische Ausbildung von 1891 bis 1894 bei Alfons Silber in Hall, ansonsten war er Autodidakt. 1911 quittierte er seinen Dienst bei der Post und lebte fortan ausschließlich von der Kunst. Hugo Grimm schuf im Anschluss an die Romantiker geheimnisvolle und märchenhafte Landschaften. Nach dem sog. Anschluss Österreichs an NS-Deutschland 1938, den Grimm emphatisch begrüßte, stellte er von 1940 bis 1943 auf den Innsbrucker „Gau-Kunstausstellungen Tirol-Vorarlberg“ aus. 
Hugo Grimm starb im Alter von 78 Jahren in Kitzbühel.

## Werke (Auswahl)

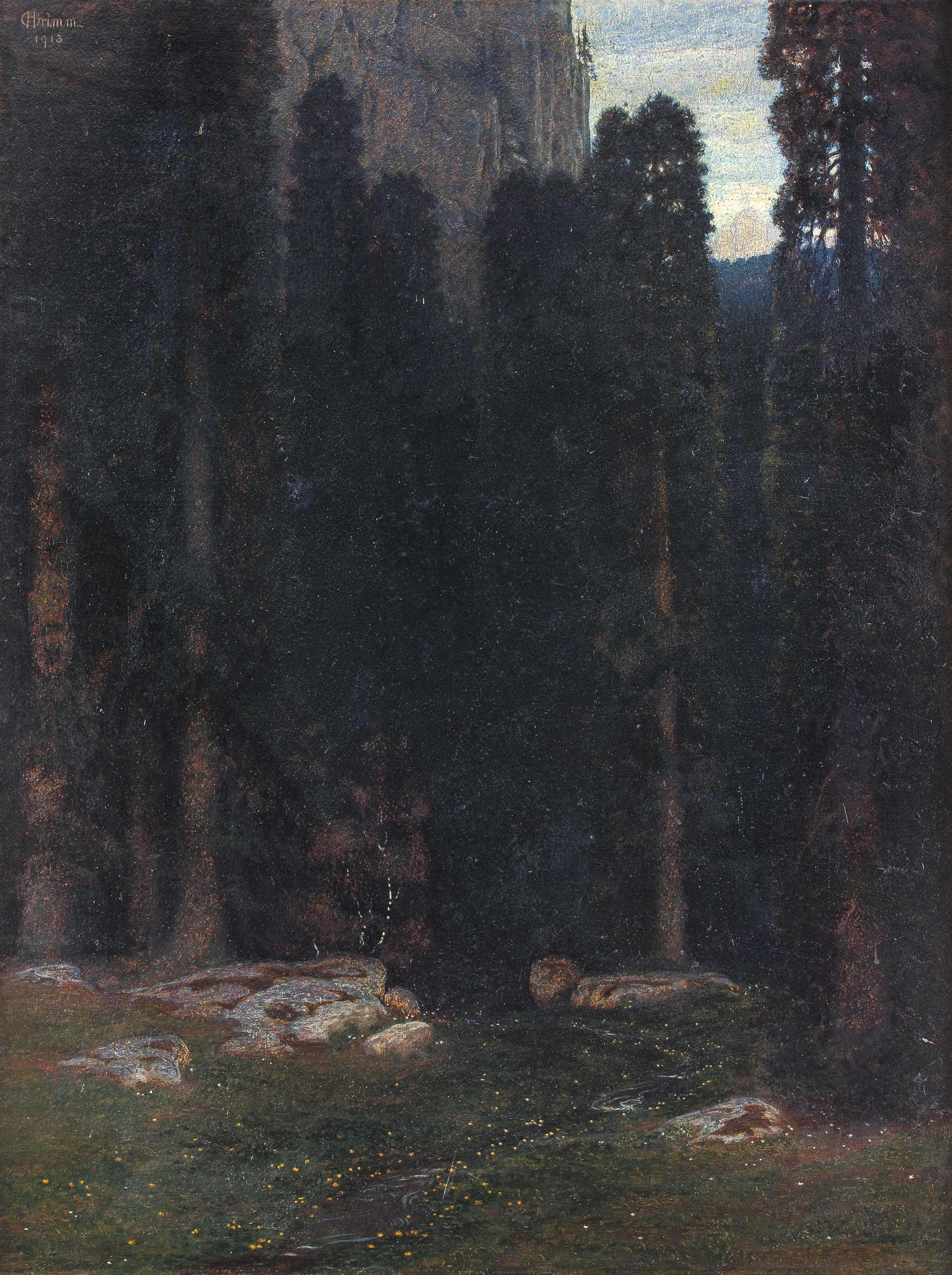
Blumenbestückte Waldlichtung mit Felswand (1913)

- Waldwiese, 1904, Museum Ferdinandeum Innsbruck
- Waldmärchen, 1909, Museum Ferdinandeum Innsbruck
- Plakat für Passionsspiele in Brixlegg, 1913
- Hagen, 1933, Privatbesitz
- Deutsche Kriegsmutter, 1940, Privatbesitz
- Gebrauchsgraphik und Buchillustrationen